# Sitio de Lucena (1835)
El Sitio de Lucena fue una de las batallas de la Primera Guerra Carlista

## Antecedentes
En Lucena del Cid, a diferencia de las villas de los alrededores, las familias liberales permanecieron para formar la resistencia contra los carlistas, y a principios de 1834 se formó una milicia urbana comandada por Francisco Sangüesa, de 300 hombres en tres compañías de 100 hombres, que aumentó a 500 en cinco compañías en 1835, y sirvió de núcleo defensivo de las villas de los alrededores.
El 10 de abril de 1834 en la Acción de Mayals, las fuerzas carlistas de Manuel Carnicer fueron derrotadas por las columnas de los generales José Carratalá y Manuel Bretón, comandantes generales de Tarragona y de Tortosa, respectivamente y consiguieron evitar unir las fuerzas carlistas del Maestrazgo con las que operaban en el Principado y extender la revuelta al valle del Segre y el Urgell, y el mes de mayo de 1834, Carnicer no pudo tomar Lucena del Cid al asalto, y recibió instrucciones de ir al Cuartel Real del Pretendiente Carlos Maria Isidro de Borbón para recibir grado y órdenes, habiendo dejado el coronel Cabrera el mando interino de sus tropas. Pero fue detenido por las fuerzas cristinas a Miranda de Ebro y fue fusilado allí mismo el 6 de abril del 1835, y Ramon Cabrera tomó el mando de los carlistas en el Maestrazgo.
Cabrera reorganizó las tropas, y en agosto atacó Villareal, a la costa.[6]

## El asedio
La ciudad resistió un primer ataque en 1 de noviembre de 1835 de José Miralles «el Serrador», que al rodear la villa, que no se rindió, quemó los cortijos de los alrededores, dando tiempos al regreso de los milicianos que estaban en Castellón de la Plana y a la llegada de una columna liberal de Antonio Buil desde Benasal,teniendo que levantar el asedio los carlistas.

## Consecuencias
A principios de 1836, o finales de 1835, fue destinado en Lucena del Cid Antonio Caruana como cabo de la guarnición, y la ciudad resistió varios ataques de José Miralles «el Serrador» y Vicent Barreda y Boix La Cueva en 1837,[10] y atacada de nuevo en marzo de 1838 por Ramón Cabrera, Francisco Cortada y Forcadell y Luis Llangostera y Casadevall. La resistencia de la villa a los ataques carlistas le valió en 1838 el título de "Heroica Villa", que figura en su escudo.